# Sterictiphora furcata
Sterictiphora furcata is een vliesvleugelig insect uit de familie van de Argidae. De wetenschappelijke naam van de soort is voor het eerst geldig gepubliceerd in 1789 door Villers.